# Liste de fortifications en Irlande
La liste de fortifications en Irlande recense les forts présents sur l'île. Deux des plus connus sont Charles Fort et le fort de Dunbeg.

## Liste
- Charles Fort à Kinsale (Cork)[1]
- Le Fort de Dunbeg dans la Péninsule de Dingle[2]